# Ingvar Kjellson
Anders Ingvar Kjell Kjellson (født 20. maj 1923, død 18. december 2014) var en svensk skuespiller, der optrådte i mere end 80 film mellem 1946 og 2012. 
Kjellson studerede skuespil på Gösta Terserus teaterskole og kom senere ind på Dramatens elevskola i 1946. Han var i sin karriere tilknyttet en række forskellige teatre og var desuden fast ensemble på Dramaten.

## Privatliv
Han var fra 1949 og frem til sin død gift med skuespillerinden Meta Velander. Parret fik to børn, datteren Annika og sønnen Jan.
Kjellson ligger begravet på Djursholms begravningsplats.

## Udvalgt filmografi
- Tre sønner (1945, ukrediteret)
- Marinens drenge (1945, ukrediteret)
- Klokkerne i den gamle by (1946, ukrediteret)
- Havets mænd (1951)
- Taxi 13 (1954)
- Skør efter noder (1956)
- Den blodrøde blomst (1956)
- Min kone er på landet (1957, ukrediteret)
- Tyvernes glade dage (1958)
- Kort er sommeren (1962)
- Skal vi lege skjul? (1963)
- Wild West Story (1964)
- Heja Roland! (1966)
- Skammen (1968)
- Het snö (1968)
- Made in Sweden (1969)
- Boghandleren som holdt op med at bade (1969)
- Mandagene med Fanny (1977)
- Chez Nous (1978)
- Hedebyborna (tv-serie, 1978)
- Sverige åt svenskarna (1980)
- Den umulige drøm (1982)
- Mig og damerne (1983)
- Strindberg - et liv (tv-serie, 1985)
- Rejsen til Melonia (animationsfilm, 1989)
- Den ufrivillige golfspiller (1991)
- Zorn (1994)
- Peddersen og Findus - fornemt besøg (animationsfilm, 2000)
- Dom over død mand (2012)